# Un pilota ritorna
Un pilota ritorna is een Italiaanse oorlogsfilm uit 1942 onder regie van Roberto Rossellini.

## Verhaal
Tijdens de Italiaanse invasie van Griekenland wordt piloot Gino Rossati neergehaald. Hij komt terecht in een Brits krijgsgevangenkamp, waar hij verliefd wordt op een jonge Italiaanse vrouw. Hij weet te ontsnappen uit het kamp en keert terug naar Italië in een gestolen vliegtuig.

## Rolverdeling
| Acteur               | Personage              |
| -------------------- | ---------------------- |
| Massimo Girotti      | Luitenant Gino Rossati |
| Michela Belmonte     | Anna                   |
| Gaetano Masier       | Luitenant Trisotti     |
| Elvira Betrone       | Mevrouw Rossati        |
| Nino Brondello       | Luitenant Vittali      |
| Piero Lulli          | De Santis              |
| Giovanni Valdambrini | Arts                   |